# Ste-Élisabeth (Paris)

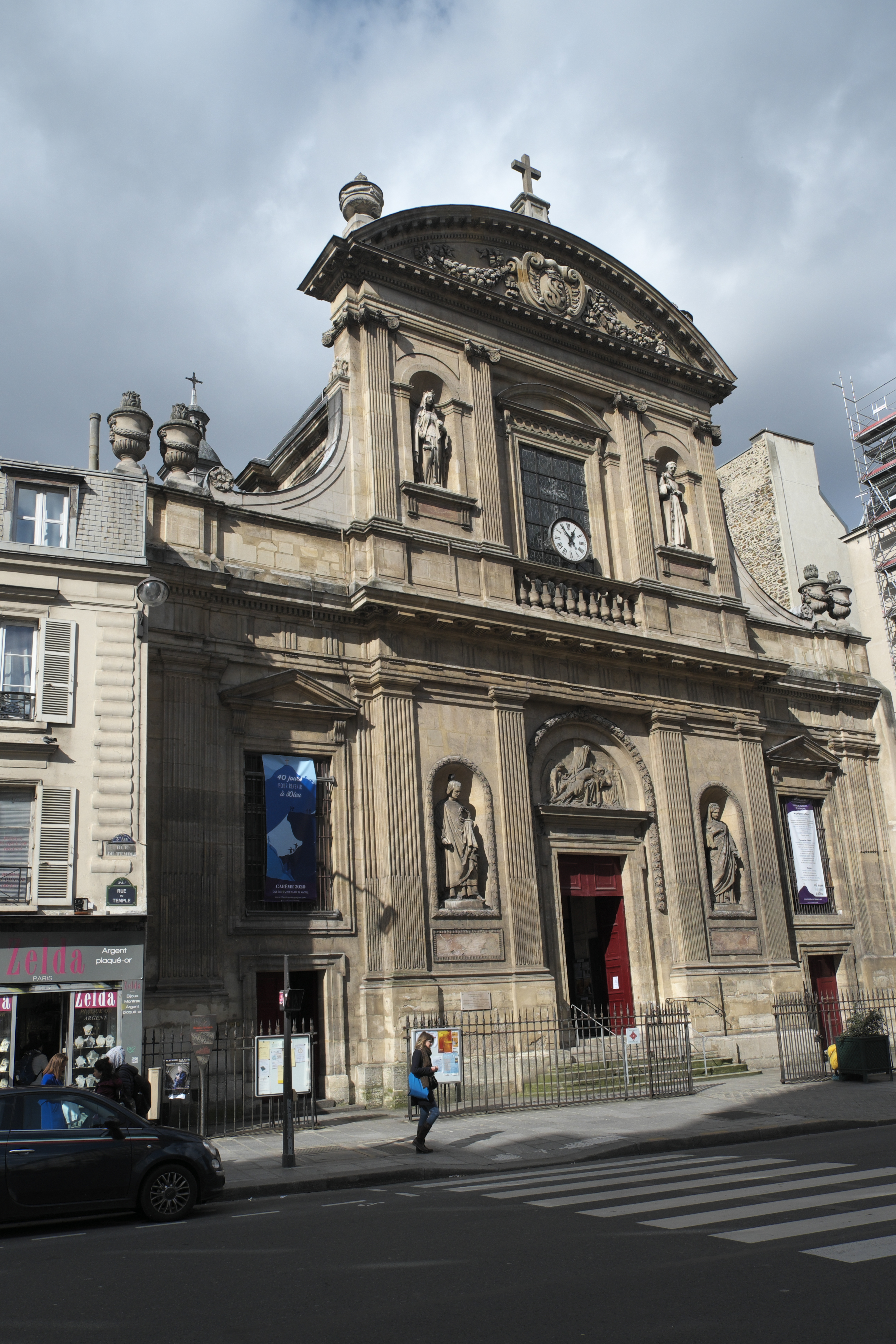
Eingangsfassade

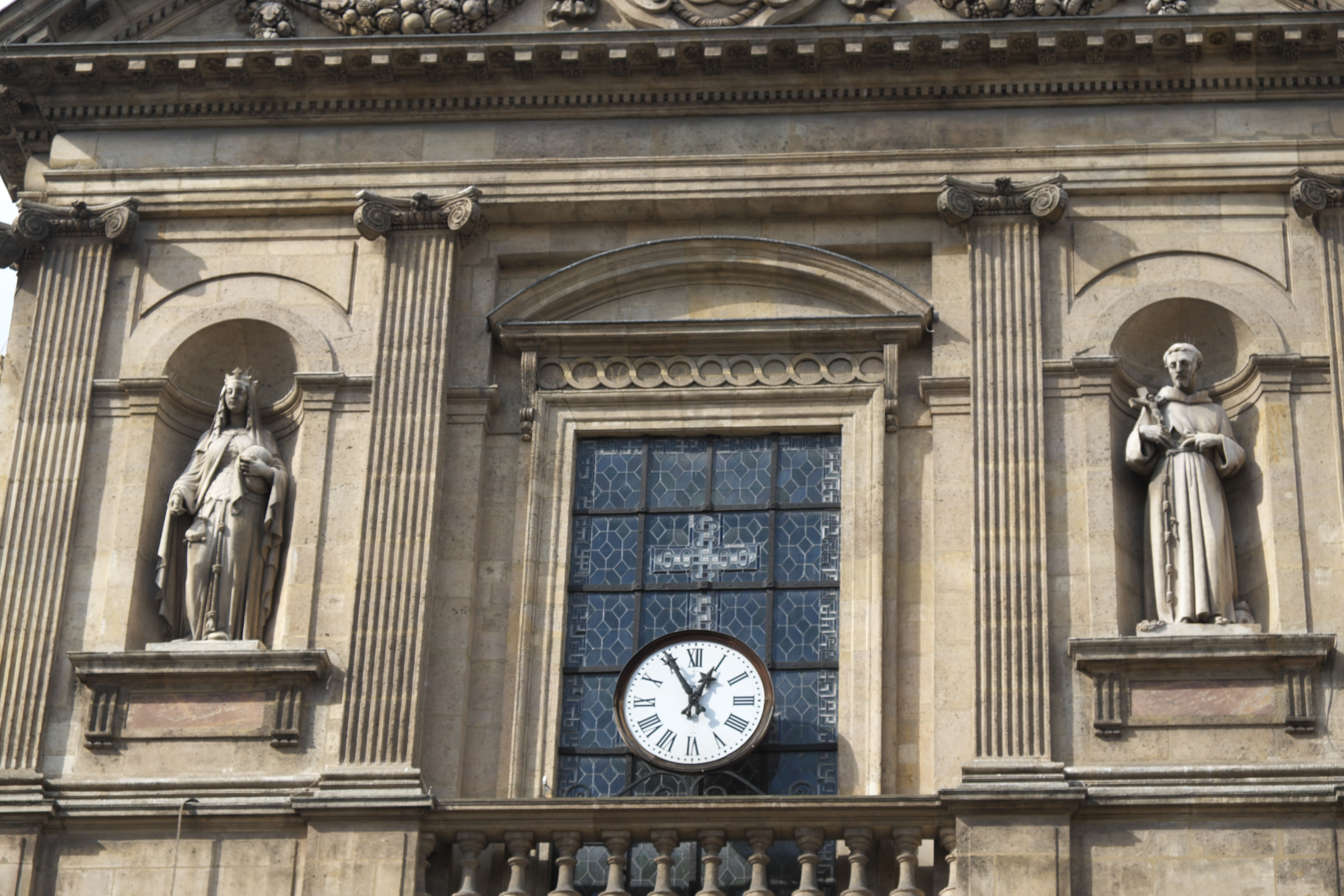
Heilige Elisabeth und Franz von Assisi

Die katholische Pfarrkirche Sainte-Élisabeth in der Rue du Temple Nr. 195 im 3. Arrondissement von Paris wurde zu Beginn des 17. Jahrhunderts als Kirche eines Franziskanerinnenklosters errichtet. Die nächste Metrostation ist Temple der Linie 3. Im Jahr 1937 wurde die Kirche in die Liste der französischen Baudenkmäler als Monument historique aufgenommen.

## Geschichte
Zu Beginn des 17. Jahrhunderts erhielten die Franziskanerinnen vom französischen König Ludwig XIII. die Erlaubnis, sich in Paris niederzulassen. 1628 legte Maria von Medici, die Mutter des Königs, den Grundstein der Kirche. Die Bauarbeiten wurden vermutlich von Michel Villedo und Michel Noblet ausgeführt. 1646 nahm der spätere Kardinal von Retz, Jean-François Paul de Gondi, die Weihe vor. Die Kirche erhielt das Patrozinium der heiligen Elisabeth von Thüringen und wurde auch Maria (Notre-Dame-de-Pitié) als zweiter Patronin geweiht.
Während der Französischen Revolution wurde die Kirche geschlossen und als Mehllager genutzt. 1802 wurde sie wieder für den Gottesdienst geweiht und zur Pfarrkirche erhoben. In der ersten Hälfte des 19. Jahrhunderts wurde die Kirche von den Architekten Étienne-Hippolyte Godde und Victor Baltard erweitert. Das Schiff wurde um ein Joch verlängert, der halbrunde Chor mit Chorumgang und das südliche Seitenschiff angefügt. Beim Durchbruch der Rue de Turbigo im Zuge der Umgestaltung von Paris unter dem Präfekten Haussmann mussten die Klostergebäude weichen und wurden abgerissen.
Seit 1938 ist Sainte-Élisabeth eine Kirche des Malteserordens, dessen Vorgänger, der Templerorden, am nahe gelegenen Square du Temple eine mächtige Kommende besaß. Die Kirche Sainte-Élisabeth ist auch die Pfarrkirche der ersten katholischen chinesischen Gemeinde, die sich nach dem Ersten Weltkrieg in Paris niederließ.

## Architektur

### Außenbau
Die Kirche ist entgegen der üblichen Ostung nach Westen ausgerichtet. Die Eingangsfassade ist zweigeschossig und durch kannelierte Pilaster und Nischen, die mit Skulpturen besetzt sind, gegliedert. Zwischen den beiden Etagen und dem Rundbogengiebel verlaufen deutlich hervorstehende Gesimse. Der Giebel ist mit Girlanden verziert, die eine Kartusche mit den Buchstaben SE umrahmen.
Die Pilaster des oberen Geschosses entsprechen der ionischen Ordnung. Die beiden Skulpturen sind Werke des Bildhauers Joseph Félon von 1863. Sie stellen die heiligen Elisabeth (links) und den heiligen Franz von Assisi, den Ordensgründer der Franziskaner, dar.
Sechs dorische Pilaster der unteren Etage tragen einen Architrav, den ein Triglyphenfries schmückt. Die Skulptur links des Portals stellt Ludwig den Heiligen dar, die rechte Figur die heilige Eugenia von Rom. Sie wurden 1857 von Anatole Célestin Calmels geschaffen. Das Tympanon mit dem Relief einer Pietà wurde 1860 von Joseph Michel-Ange Pollet gestaltet.

### Innenraum

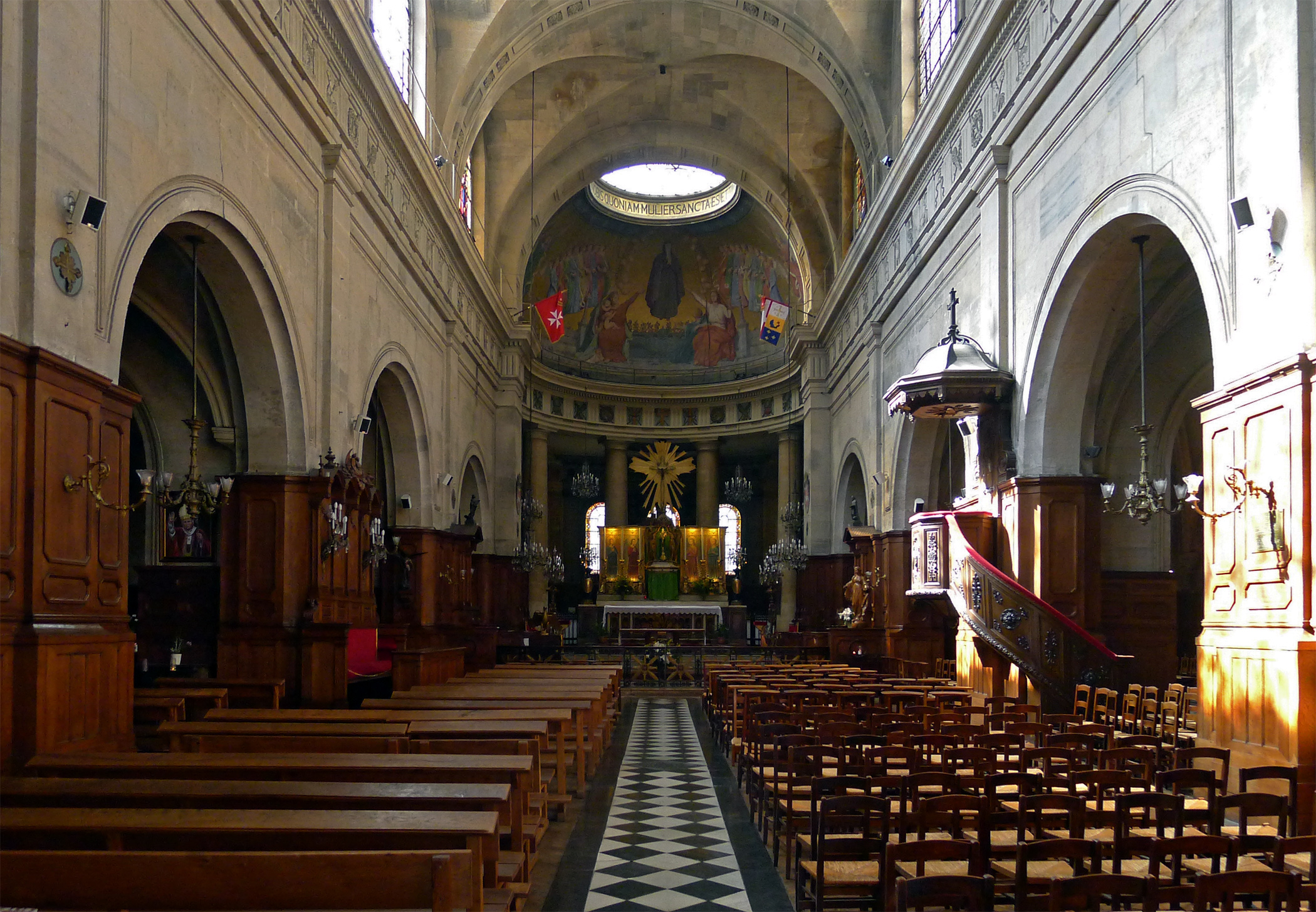
Innenraum

Das Langhaus ist dreischiffig. Das Mittelschiff ist mit einem Kreuzgratgewölbe gedeckt und von den beiden Seitenschiffen durch Rundbogenarkaden getrennt. Letztere ruhen auf mächtigen Pfeilern, die mit dorischen Pilastern verstärkt sind. Unter der Fensterzone verläuft ein Fries mit Darstellungen der Leidenswerkzeuge Christi. Vier massive Säulen mit schlichten dorischen Kapitellen grenzen den Chor vom Chorumgang ab. Der Chor ist mit einer von einem Oberlicht durchbrochenen Halbkuppel überwölbt, die von Jean Alaux (1786–1864) mit einer Szene der Verherrlichung der heiligen Elisabeth und ihrer Aufnahme in den Himmel ausgemalt wurde.

## Bleiglasfenster
Die Bleiglasfenster im nördlichen Seitenschiff wurden 1827/28 von zwei englischen Glasmalern, Warren-White und Edward Jones, nach Kartons von Alexandre Abel de Pujol (1787–1861) geschaffen. Sie waren ursprünglich in der Marienkapelle untergebracht, die beim Durchbruch der Rue de Turbigo abgerissen wurde. Auf den Fenstern sind Johannes der Täufer, der heiligen Joseph mit dem Jesuskind und der Evangelist Johannes dargestellt.

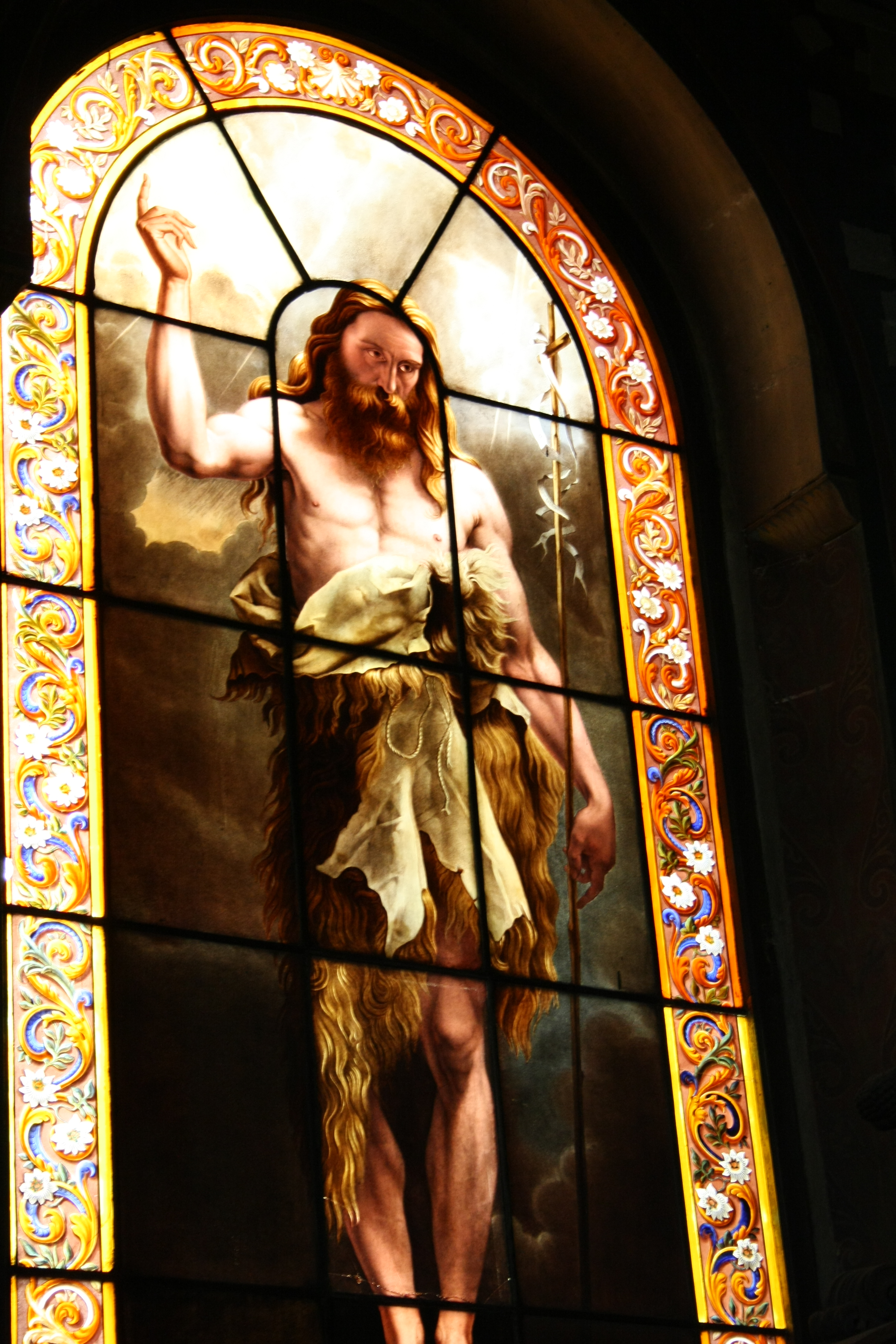
Johannes der Täufer
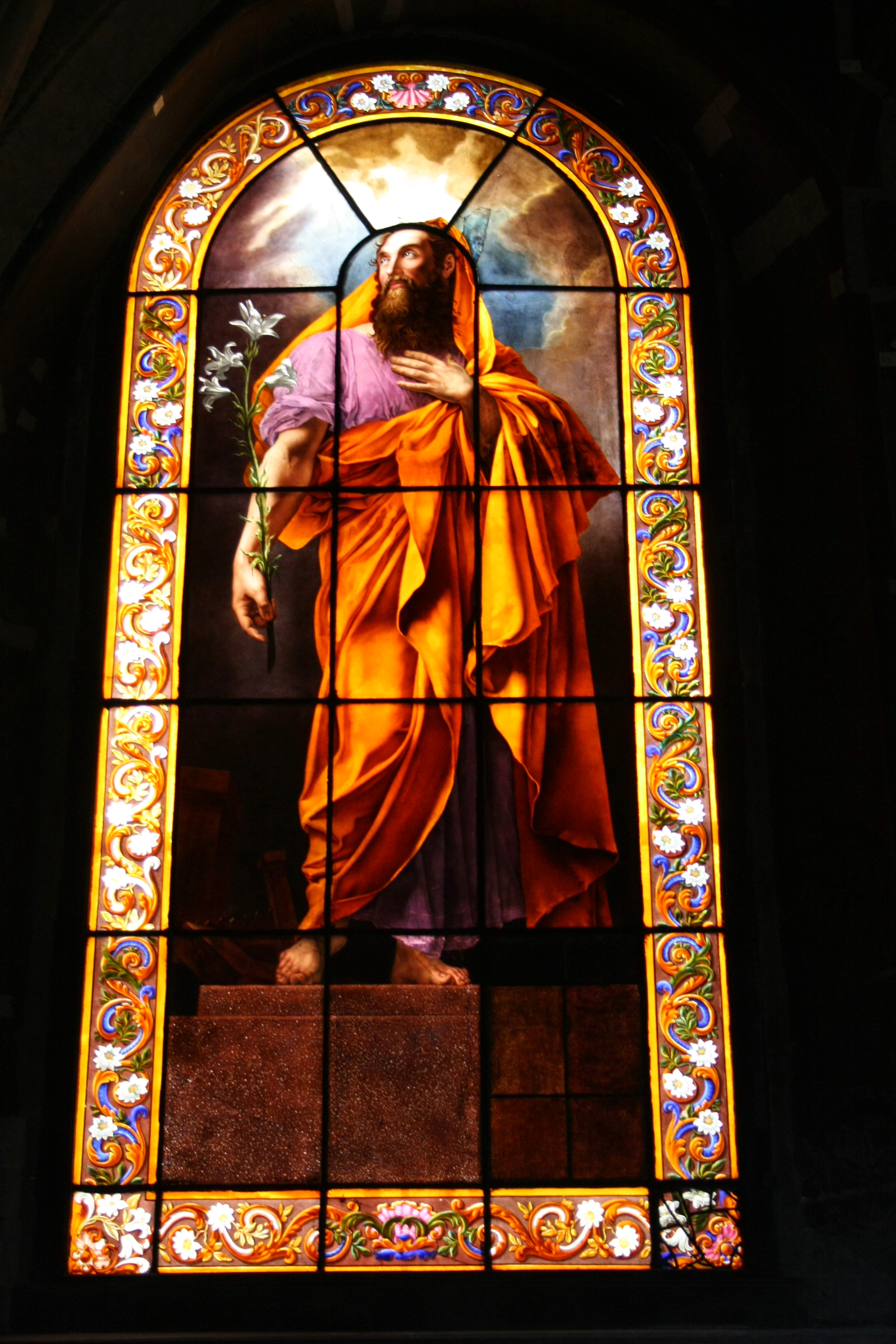
Heiliger Joseph
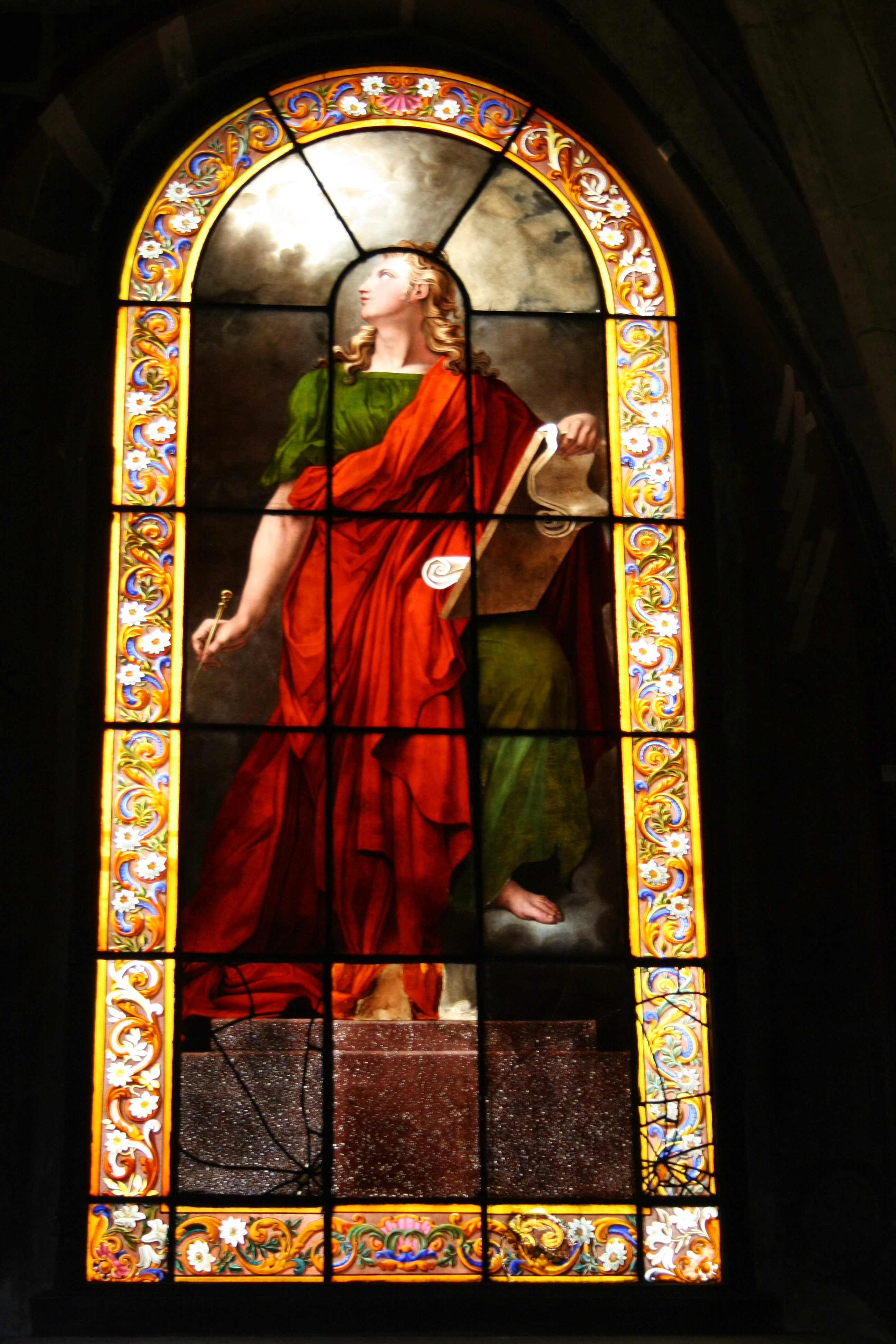
Evangelist Johannes

## Ausstattung
Die meisten Ausstattungsstücke der Kirche wurden im 19. Jahrhundert erworben.
- Im Chorumgang befinden sich 100 Relieftafeln aus Eichenholz von 1627 mit Szenen aus dem Alten und Neuen Testament. Sie befanden sich ursprünglich in der Abtei Saint-Vaast in Arras und werden Laurent Gallet zugeschrieben.
- Im südlichen Seitenschiff steht eine holzgeschnitzte Pietà aus dem 17. Jahrhundert.

## Orgel

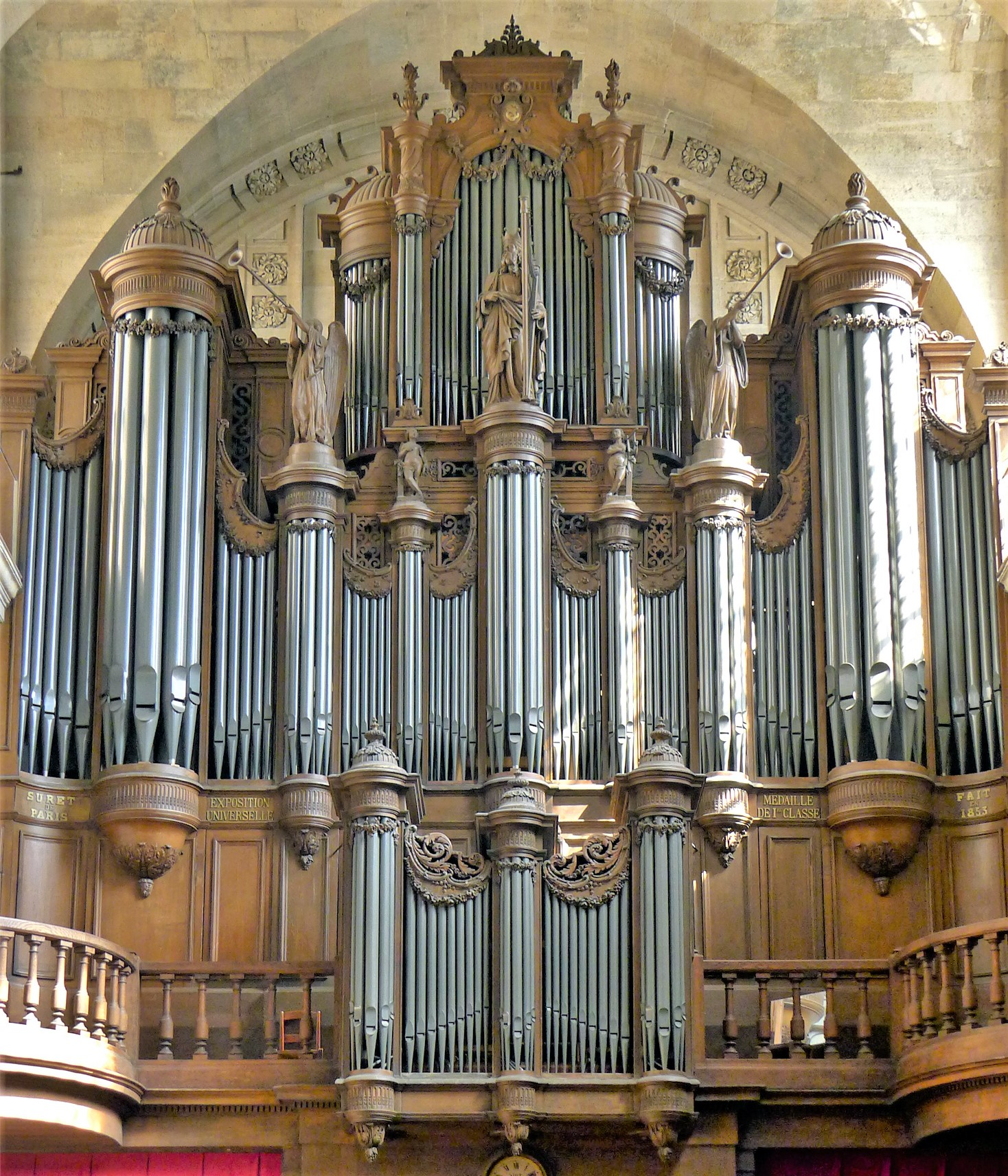
Orgel

Die Orgel wurde 1852/53 von Marie-Antoine-Louis Suret und seinem Sohn Marie-François-Auguste gebaut. 1941 und 1955 wurde sie von Joseph Gutschenritter restauriert. Die letzte Restaurierung erfolgte von 1994 bis 1998 durch die Orgelmanufaktur Giroud. Die Orgel wird von einer Skulptur König Davids bekrönt, der auf der Harfe spielt und von musizierenden Engeln umgeben ist. Der Orgelprospekt von 1853 wurde 1905, der instrumentale Teil 1980 in die Liste der Monuments historiques aufgenommen. Das Instrument hat 39 Register auf drei Manualen und Pedal. Die Spiel- und Registertrakturen sind mechanisch.
| I Grand Orgue C–f3 |                |     |
| 1.                 | Flûte          | 16′ |
| 2.                 | Montre         | 08′ |
| 3.                 | Bourdon        | 08′ |
| 4.                 | Flûte          | 08′ |
| 5.                 | Gambe          | 08′ |
| 6.                 | Prestant       | 04′ |
| 7.                 | Octavin        | 02′ |
| 8.                 | Plein-jeu V    |     |
| 9.                 | Cornet V       | 08′ |
| 10.                | Bombarde       | 16′ |
| 11.                | 1e Trompette 0 | 08′ |
| 12.                | 2e Trompette   | 08′ |
| 13.                | Clairon        | 04′ |

| II Récit expressif C–f3 |                    |     |
| 14.                     | Flûte allemande    | 08′ |
| 15.                     | Bourdon            | 08′ |
| 16.                     | Gambe              | 08′ |
| 17.                     | Voix céleste       | 08′ |
| 18.                     | Gambe              | 04′ |
| 19.                     | Flûte octaviante 0 | 04′ |
| 20.                     | Cornet V           | 08′ |
| 21.                     | Cor anglais        | 16′ |
| 22.                     | Trompette          | 08′ |
| 23.                     | Clarinette         | 08′ |
| 24.                     | Hautbois           | 08′ |
| 25.                     | Voix humaine       | 08′ |
|                         | Tremolo            |     |

| III Positif C–f3 |                   |       |
| 26.              | Flûte             | 8′    |
| 27.              | Bourdon           | 8′    |
| 28.              | Keraulophone      | 8′    |
| 29.              | Prestant          | 4′    |
| 30.              | Nazard            | 2 ⁄3′ |
| 31.              | Basson-Hautbois 0 | 8′    |
| 32.              | Trompette         | 8′    |
| 33.              | Clairon           | 4′    |

| Pedal C–f1 |            |     |
| 34.        | Flûte      | 16′ |
| 35.        | Flûte      | 08′ |
| 36.        | Flûte      | 04′ |
| 37.        | Bombarde 0 | 16′ |
| 38.        | Trompette  | 08′ |
| 39.        | Clairon    | 04′ |

- Koppeln: II/I, III/I, I/P, II/P